# Pęku
Pęku, również PSF, właśc. Marcin Pękalski (ur. 2 lutego 1981 w Kielcach) – polski raper, autor tekstów i b-boy znany z działalności w grupie V.E.T.O..

## Życiorys
Na polskiej scenie hiphopowej istnieje praktycznie od jej początków. Był związany z ekipą Broken Glass, gdzie tańczył electro. W 1999 wraz z Radoskórem (duet V.E.T.O.) nagrał dobrze przyjętą płytę Vetomania. Materiał wydała wytwórnia R.R.X. Współpracował ponadto z takimi wykonawcami jak: WYP-3, DJ 600V, Tede, Pih czy Wojtas.

## Dyskografia
Albumy
| Tytuł                 | Dane dot. albumu                                           |
| --------------------- | ---------------------------------------------------------- |
| Nowe wyzwanie         | - Data: 8 listopada 2001 - Wydawca: R.R.X.                 |
| Jak feniks z popiołów | - Data: 11 lutego 2013 - Wydawca: Sto Jedenaście/Olesiejuk |

Inne
| Album                                | Rok  | Uwagi                                                    | Źródło |
| ------------------------------------ | ---- | -------------------------------------------------------- | ------ |
| Hiphopowy raport z osiedla 2000      | 2000 | rap w utworze "Granica między rzeczywistością a fikcją"  | [ 3 ]  |
| DJ 600V – V6                         | 2001 | gościnnie rap w utworze "Rap wchodzi w krew"             | [ 4 ]  |
| DJ 600V - Wkurwione bity             | 2001 | gościnnie rap w utworach "Na to liczę" i "Ciśnieniowcy"  | [ 5 ]  |
| Borixon – Mam pięć gram              | 2002 | gościnnie rap w utworach "Dedykacje" i "Marcin i Tomek"  | [ 6 ]  |
| Żusto - Hiphobbitz                   | 2003 | gościnnie rap w utworze "Południowa Strona"              | [ 7 ]  |
| Przedstawienie (kompilacja)          | 2003 | rap w utworze "Ciesz się / Śmiej się"                    | [ 8 ]  |
| Wojtas – Moja gra                    | 2005 | gościnnie rap w utworze "Kielce Nocą"                    | [ 9 ]  |
| Borixon - Zacieram ręce dzieciak     | 2006 | gościnnie rap w utworze "Nasze aleje gwiazd"             | [ 10 ] |
| Jogas, Luxon - Najwyższy czas        | 2008 | gościnnie rap w utworze "NS-Szwadron"                    | [ 11 ] |
| LWWL - Stona siedzi na ulicy mixtape | 2008 | członek zespołu                                          | [ 12 ] |
| DJ 600V - Klasyk Mixtape: Prolog     | 2011 | gościnnie rap w utworze "Ludzie o których nie zapominam" | [ 13 ] |
| Drużyna mistrzów (kompilacja)        | 2012 | rap w utworze "Bądź dobrej myśli"                        | [ 14 ] |
| WTM & CBR - Zgodnie z planem         | 2012 | rap w utworze "Ukryta prawda"                            | [ 15 ] |
| Drużyna mistrzów 3 (kompilacja)      | 2015 | rap w utworze "Trening czyni mistrza"                    | [ 16 ] |

## Teledyski
| Tytuł                                                | Rok  | Reżyseria/Realizacja | Album                 | Źródło |
| ---------------------------------------------------- | ---- | -------------------- | --------------------- | ------ |
| Żusto - "Południowa strona" (gościnnie: Pęku)        | 2003 | —                    | Hiphobbitz            | [ 17 ] |
| Franek - "Ulice morderców" (gościnnie: Pęku)         | 2012 | sensi&               | Stereofonia           | [ 18 ] |
| Pęku - "Co nas nie zabije" (gościnnie: Gutek)        | 2012 | —                    | Jak feniks z popiołów | [ 19 ] |
| Pęku - "Po co?" (gościnnie: Jahbestin, Bosski Roman) | 2012 | OesVidyo             | Jak feniks z popiołów | [ 20 ] |
| Pęku - "Pieniądze"                                   | 2013 | —                    | Jak feniks z popiołów | [ 21 ] |